# 雷丁 (密蘇里州)
雷丁（英語：Reading）是位於美國密蘇里州派克縣的鬼鎮。

## 歷史
雷丁的郵局於1868年設立，其後於1901年停運。

## 地理
雷丁所處的海拔為高於海平面138米（即453英呎），而該地所採用的時區為UTC-6，即北美中部時區（CST）。同時該地設有夏令時間，為UTC-6調快一小時，即UTC-5（CDT）。